# Авер'янов Олександр Олександрович
Олекса́ндр Олекса́ндрович Авер'я́нов (рос. Александр Александрович Аверьянов (нар. 23 вересня 1969, Миколаїв) — радянський та російський футболіст, що грав на позиції півзахисника. Відомий виступами за низку російських клубів, найбільш тривалий час грав за «Океан» та «Крилья Совєтов», виступав також за друголігові команди з України та Узбекистану. По завершенні ігрової кар'єри — футбольний тренер та скаут. Є сином футболіста і тренера Олександра Миколайовича Авер'янова.

## Клубна кар'єра
Народився Олександр Авер'янов-молодший у Миколаєві, де на той час за місцевий «Суднобудівник» грав його батько, а розпочав заняття футболом у московській футбольній школі ЕШВСМ після переїзду батька до Москви, де він виступав за місцевий «Локомотив». Після закінчення футбольної школи першою командою майстрів молодого футболіста у 1986 році став друголіговий клуб із Узбекистану «Пахтакор» (Андижан), старшим тренером у якому на той час працював його батько. За два роки Олександр Авер'янов став гравцем іншого узбецького клубу другої ліги — «Металург» (Алмалик), у якому діями гравців як старший тренер також керував його батько. Далі кар'єра Авер'янова-молодшого пов'язана з Україною. У 1988 році він зіграв один матч у складі луцького «Торпедо», а далі проходив строкову військову службу в клубі першої ліги СКА «Карпати». Сезон 1989 року завершив виступами за клуб із Хмельницького «Поділля», який на той час грав у другій лізі.
На початку 1990 року Олександр Авер'янов-молодший отримав від свого батька, який тоді тренував команду «Океан» із російського Далекого Сходу, пропозицію приєднатися до клубу із Находки. Футболіст не зразу отримав визнання в команді, але поступово став основним футболістом у складі приморців. Авер'янов-молодший грав у складі далекосхідного клубу в двох останніх чемпіонатах СРСР, коли команда із Находки грала у буферній зоні другої ліги і боролась за вихід до першої ліги СРСР, і надалі у перших двох чемпіонатах Росії вже у найвищому дивізіоні. Але за підсумками сезону 1993 року далекосхідний клуб вибув із найвищого дивізіону, а надалі закінчились кошти на утримання клубу. Авер'янов-молодший ще 7 матчів зіграв у першій російській лізі, і відбув до вищолігового клубу «Крилья Совєтов» із Самари, де головним тренером перед цим став його батько. У клубі з Самари Авер'янов-молодший грав 4 роки у вищому російському дивізіоні, був основним футболістом клубу, і покинув команду після відходу з поста головного тренера свого батька. Далі час перебування у наступних двох клубах — московському «Торпедо» і «Уралані», обмежився роком у кожному із них. Протягом півтора року виступав у владикавказькій «Аланії», а пізніше два з половиною сезони грав за підмосковний клуб «Хімки». Після цього півроку в 2003 році знову грав під керівництвом батька в астраханському клубі «Волгар-Газпром». Завершив професійну футбольну кар'єру Олександр Авер'янов-молодший в нижчоліговому московському клубі «Красний Октябрь» в 2004 році. Пізніше, в 2006 році Авер'янов-молодший грав за аматорський футбольний клуб із підмосковного Долгопрудного «Долгіє Пруди».

## Після завершення кар'єри гравця
Олександр Авер'янов-молодший розпочав тренерську кар'єру як граючий тренер у нижчоліговому клубі «Красний Октябрь». Пізніше колишній футболіст працював генеральним директором у підмосковному аматорському клубі «Долгіє Пруди». Після навчання у школі тренерів Авер'янов-молодший у 2007 році став співробітником селекційної служби московського «Спартака»., де працював до 2019 року.